# Languedoc-Roussillon
Languedoc-Roussillon var en fransk region indtil 1. januar 2016, hvor den blev slået sammen med Midi-Pyrénées, for at danne den nye region Occitanie, i begyndelsen (til september 2016) kaldt Languedoc-Roussillon-Midi-Pyrénées. Regionshovedstaden var Montpellier.
Regionen omfattede departementerne Aude, Gard, Hérault, Lozère og Pyrénées-Orientales.

## Geografi
Regionen er placeret i den sydlige del af landet ud til Middelhavet. Den grænser op til Andorra og Spanien i syd.

### Landskaber
Languedoc-Roussillon kan naturgeografisk opdeles i to regioner. Et 40-50 km bredt lavland, der strækker sig fra kysten og ind i landet og bjergegnene, der består af den østlige del af Pyrenæerne i vest og Cevennerne i øst.
Kysten kan igen deles i to dele, det lange stykke fra Rhôneflodens udløb i Camarque til Argelès-sur-Mer, som er karakteriseret ved at materiale, der er ført til området af Rhônefloden, aflejres langs kysten og afskærer dele af havet til strandsøer. Strandsøerne afgrænses af det omliggende land af sumpede områder.
Det korte stykke af kysten fra Argelès-sur-Mer til den spanske grænse kaldes Côte Vermeille (dansk: Den røde kyst på grund af de røde klipper, der rejser sig stejlt fra Middelhavet.

### Klima
Klimaet i regionen varier med højden, således er klimaet langs kysten i udpræget grad mediterrant, dvs varme, tørre somre og kølige, tørre vintre. Nedbøren falder i forårs-og efterårsmånederne. Temperaturen varier fra omkring 4 grader i januar til 23 grader i juli. I bjergegnene er temperaturen noget lavere, men med nogenlunde den samme mængde nedbør. Dette sidste skyldes, at regionen ligger i læ for lavtrykkene, der kommer fra Atlanterhavet, af bjergene i nord og nordvest.
|  |  |

## Økonomi
Økonomien har i regionen båret præg af at være et landbrugsland. Dette har imidlertid ændret sig i de senere år, således bærer økonomien i dag præg af at være en serviceøkonomi.
| Type                  | Andel i procent |
| --------------------- | --------------- |
| Landbrug              | 3,2             |
| Industri              | 9,1             |
| Byggeri               | 8,1             |
| Handel                | 53,5            |
| Administrative erhver | 26,1            |
| I alt                 | 100,0           |

### Landbrug
Lavlandet i regionen har altid været et landbrugsland, hvor der blev dyrket korn og vin. I de lave bjerge, har der været en stor produktion af animalske produkter.

### Vin
Området passer glimrende til vinproduktion og der altid, siden romernes ankomst til landet, været dyrket vin her. I anden halvdel af 1800-tallet steg levestandarden imidlertid betydeligt i Frankrig som helhed, hvilket betød en voldsom stigning i efterspørgslen på vin og i kombination med jernbanens fremkomst i samme periode, betød det at produktionen af vin ordinaire steg kraftigt i regionen.
I de senere år har man, blandt andet på grund af en stigende konkurrence på markedet for vin ordinaire fra lande i nordafrika forsøgt at ændre på vindyrkningen, således er man også begyndt at satse på vin af en højere kvalitet. Men vinene fra Languedoc-Roussillon er mest kendt for at være jævne vine.

### Fiskeri
Kysten udfor regionen har traditionelt været godt fiskevand, hvor Sète var den vigtigste fiskerihavn i området. Fiskeriet er dog gået noget tilbage i de senere år.

### Turisme
I midten af 1960'erne fandt man ud af, at det ikke længere ville være muligt at øge turistkapaciteten på Côte d'Azur, men da mængden af turister til stadighed steg, måtte man se sig om efter andre turistegnede områder. Her faldt blikket på kysten fra Rhôneflodens udløb til den spanske grænse og en voldsom, til tider for voldsom, udvikling af turistområderne i Languedoc-Roussillon.